# روبرت ميلن (لاعب كريكت بريطاني)
روبرت ميلن (13 يونيو 1960 في المملكة المتحدة - ) (بالإنجليزية: Robert Milne)‏ هو لاعب كريكت بريطاني. لعب مع Cambridgeshire County Cricket Club ‏.

## وصلات خارجية
- روبرت ميلن على موقع إي آس بي آن كريك إنفو (الإنجليزية)